# Galléros császármadár

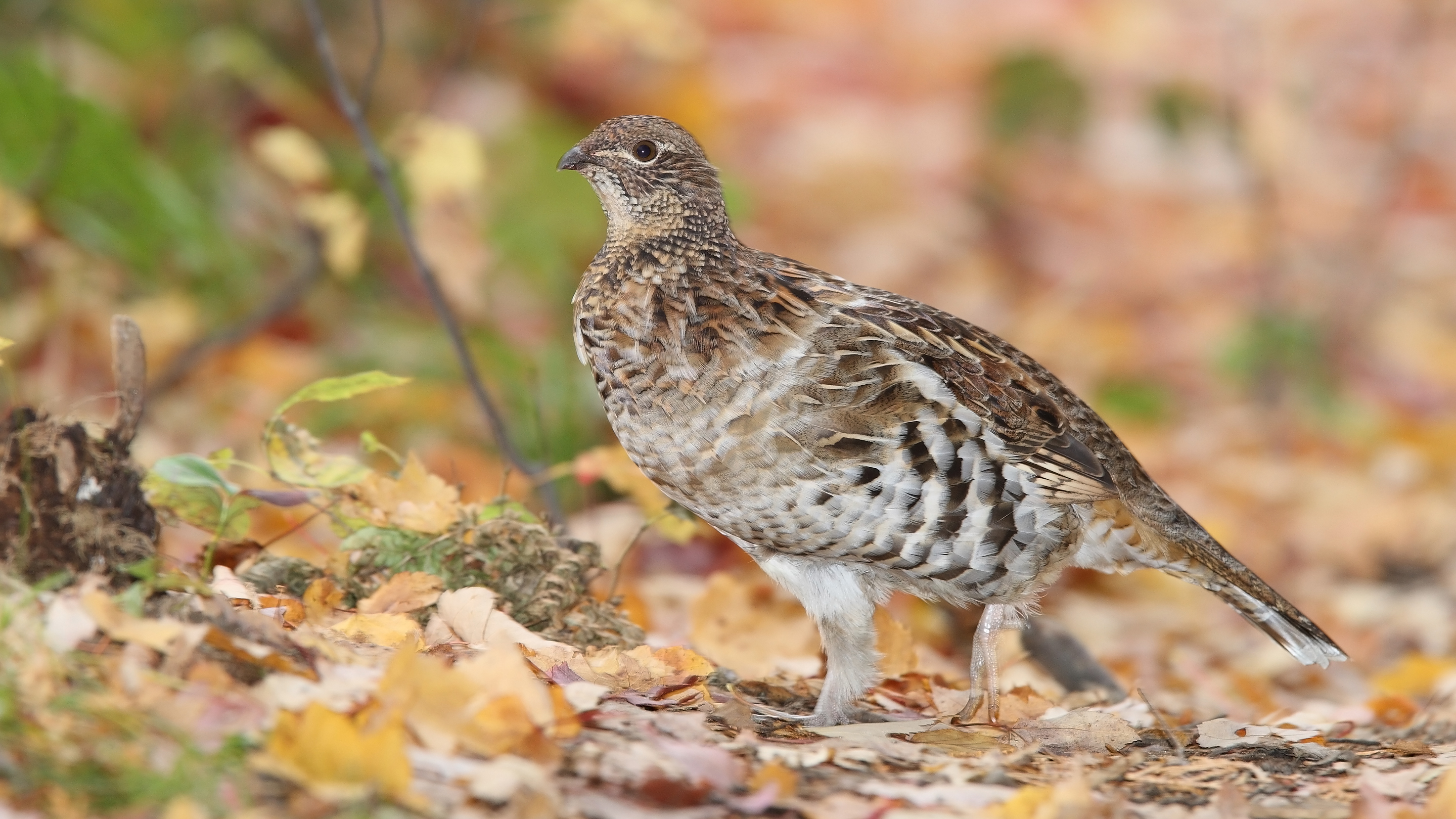

A galléros császármadár (Bonasa umbellus) a madarak osztályának tyúkalakúak (Galliformes) rendjébe és a fácánfélék (Tetraonidae) családjába tartozó Bonasa nem egyetlen faja.
Pennsylvania nemzeti madara.

## Előfordulása
Az Appalache-hegységtől, Kanadán keresztül Alaszkáig honos. A természetes élőhelye lombos vegyes mérsékelt övi erdők sűrű aljnövényzete, benőtt bozótosok és gyümölcsösök. Nem vonuló.

## Alfajai
- Bonasa umbellus affinis Aldrich & Friedmann, 1943
- Bonasa umbellus brunnescens Conover, 1935
- Bonasa umbellus castanea Aldrich & Friedmann, 1943
- Bonasa umbellus incana Aldrich & Friedmann, 1943
- Bonasa umbellus labradorensis Ouellet, 1990
- Bonasa umbellus mediana Todd, 1940
- Bonasa umbellus monticola Todd, 1940
- Bonasa umbellus obscura Todd, 1947
- Bonasa umbellus phaios Aldrich & Friedmann, 1943
- Bonasa umbellus sabini (Douglas, 1829)
- Bonasa umbellus togata (Linnaeus, 1766)
- Bonasa umbellus umbelloides (Douglas, 1829)
- Bonasa umbellus umbellus (Linnaeus, 1766)
- Bonasa umbellus yukonensis Grinnell, 1916

## Megjelenése
Testhossza 42-45 centiméter.

## Életmódja
Vetőmagokkal, levelekkel, rügyekkel és egyéb növényekkel, erdei gyümölcsökkel, bogyókkal, dióval, valamint rovarokkal, pókokkal, kisebb hüllőkkel és kétéltűekkel táplálkozik.

## Szaporodása
Fészekalja 14-19 tojásból áll.